# Borba (diario)
Borba (cirílico serbio: Борба, en español «la lucha») fue un periódico de Serbia, diario oficial de la Liga de los Comunistas de Yugoslavia durante la República Socialista Federativa de Yugoslavia. Su nombre en serbio y croata se corresponde con «lucha» o «combate».

## Historia
Borba se fundó en 1922 en Zagreb, siendo el diario oficial del Partido Comunista de Yugoslavia, que existió en el Reino de los Serbios, Croatas y Eslovenos. Se publicaba diariamente, excepto los jueves. En los años 1920, el diario atacó desde su independencia las políticas del Reino de Yugoslavia, por lo que fue prohibido en 1929, durante la dictadura monárquica de Alejandro I.
Durante la Segunda Guerra Mundial, Borba fue publicado en la República de Uzice, un efímero estado en el que los partisanos yugoslavos lograron cierta autonomía de la invasión nazi. Tras su reconquista por las fuerzas de ocupación, la redacción se trasladó a la Bosanska Krajina, concretamente a la localidad de Drinić, entre octubre de 1942 y febrero de 1943. Después de la liberación de Belgrado, su publicación se trasladó a esta ciudad en 1944.
Después de 1948, el periódico también fue publicado simultáneamente en Zagreb. Durante mucho tiempo, Borba alternó páginas en cirílico serbio y el alfabeto croata en la misma edición. Numerosas personalidades colaboraron en el diario, tanto editores como redactores, entre ellos Zlatko Šnajder, Vladimir Ćopić, Ivan Kardelj, Ognjen Prica, Josip Kraš, Veselin Masleša, Marijan Stilinović, Puniša Perović, Veljko Vlahović (que llegó a ser redactor jefe), Vlajko Begović (director), Lazar Mojsov, Moma Marković y Vladimir Dedijer. 
Desde el 9 de junio de 1954, se convirtió en órgano de la Alianza Socialdemócrata de Trabajadores de Yugoslavia. Con el declive de comunismo, el diario fue perdiendo popularidad progresivamente hasta que finalmente dejó de publicarse en los años 1990 con la disolución de Yugoslavia.
Borba reapareció brevemente en Belgrado, en el período 2008-2009. Fue publicado por "Izdavačko preduzeće Novine Borba", utilizando el alfabeto latino, pero debido a las bajas ventas (menos de 3 000 ejemplares por día) dejó de publicarse después de menos de un año.